# Comarca del Condado

Municipios y localización de la comarca en la provincia de Pontevedra.

La comarca del Condado (en gallego y oficialmente: Comarca do Condado) se localiza en el sur de la provincia de Pontevedra. Limita al norte y al oeste con la comarca de Vigo, al este con la comarca de Paradanta y al sur con Portugal.

## Municipios
PPdeG
     BNG

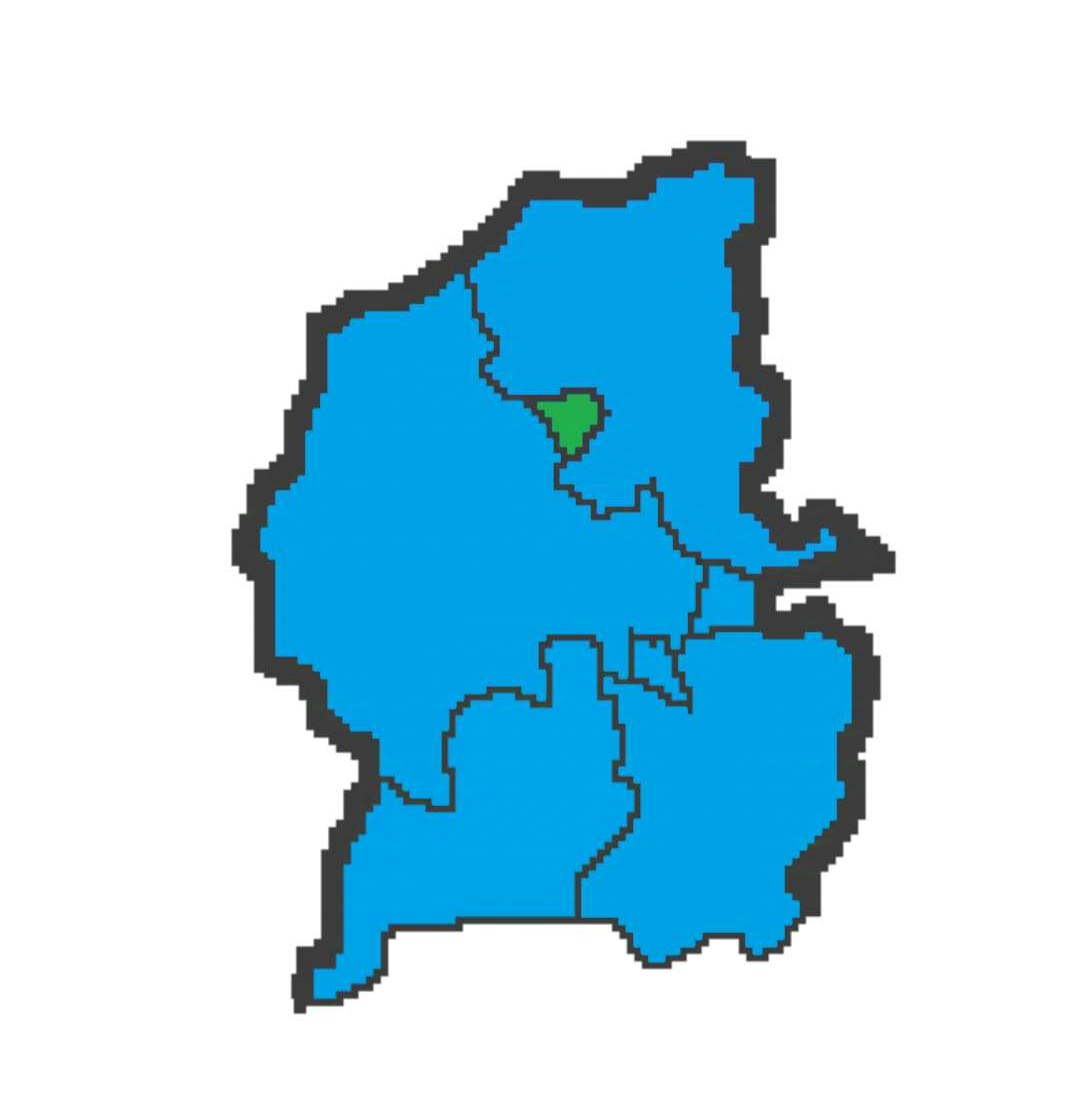
Alcaldes de la comarca de O Condado por partidos políticos

La componen los municipios siguientes:
- Mondariz
- Mondariz-Balneario
- Las Nieves
- Salvatierra de Miño
- Puenteareas (capital de comarca)

## Población
- Habitantes: 41.551 (2018)
- Población extranjera: 1.306 (2005)
- Edad media: 42.1 (2005)
- Saldo vegetativo: -40 (2004)
- Saldo migratorio: +592 (2004)